# Luigi Fransoni
Luigi Giovanni Battista Maria Alessandro Fransoni (Genova, 29 marzo 1789 – Lione, 26 marzo 1862) è stato un arcivescovo cattolico italiano.
Strenuo difensore delle prerogative ecclesiastiche contro l'anticlericalismo delle leggi Siccardi, fu perseguitato duramente dal governo sabaudo.

## Biografia
Nato a Genova il 29 marzo 1789, era l'ultimogenito di una potente famiglia genovese. I suoi genitori erano il marchese Domenico Fransoni (1742-1820), già governatore di Chiavari e senatore della Repubblica di Genova nonché discreto astronomo e la marchesa Battina Carrega (morta nel 1831).
La famiglia Fransoni, assai devota, vantava inoltre tra i propri membri alcuni illustri uomini di Chiesa e di governo della capitale ligure, come Matteo Fransoni, eletto nel 1758 doge di Genova e il cardinale Giacomo Filippo Fransoni, fratello maggiore di Luigi. Il suo padrino di battesimo fu proprio il doge Giacomo Maria Brignole, che fu anche l'ultimo doge di Genova.
La rivoluzione francese, penetrata nel genovesato a seguito dell'occupazione francese di Genova nel giugno 1797, costrinse i Fransoni a fuggire dalla città rifugiandosi prima a Firenze, poi ad Ancona e infine a Roma, da cui, tuttavia, con la proclamazione della Repubblica romana, si videro costretti nuovamente a fuggire. Tornarono però definitivamente a Roma dopo il 25 settembre 1799, quando cioè venne restaurato il governo papale.
Fu ordinato sacerdote a Roma l'11 dicembre 1814 e successivamente, il 13 agosto 1821, venne eletto vescovo di Fossano. Nominato amministratore apostolico di Torino nell'agosto del 1831, venne definitivamente eletto arcivescovo metropolita di Torino il 24 febbraio 1832. Stimato dai re Carlo Felice e Carlo Alberto, fu loro ascoltato consigliere negli affari ecclesiastici. Fu il capofila dei vescovi intransigenti piemontesi. Nel 1850 dopo l'approvazione delle leggi Siccardi nel Regno di Sardegna dimostrò la sua ferma opposizione invitando il clero alla disobbedienza e rifiutando di somministrare i sacramenti al morente ministro Pietro De Rossi di Santarosa, che aveva responsabilità per le leggi anticlericali.
Stando alle cronache dell'epoca, il comportamento del prelato nei confronti del morente Santarosa suscitò un tale sdegno nell'opinione pubblica piemontese (sapientemente sfruttato da Cavour attraverso il suo giornale), che Fransoni rischiò di essere linciato. Fu arrestato, rinchiuso nelle prigioni del forte di Fenestrelle e poi mandato, nelle stesso anno, in esilio a Lione.
Fedele ai suoi principii, rifiutò sempre di rinunciare alla sua sede, nonostante pressioni in questo senso gli provenissero anche dal Papa, che avrebbe preferito poter nominare un nuovo arcivescovo che potesse attendere all'arcidiocesi in tempi così difficili. Morì in esilio a Lione il 26 marzo 1862.
Un suo monumento funebre è custodito nella navata destra del duomo di Torino.

## Genealogia episcopale e successione apostolica
La genealogia episcopale è:
- Cardinale Scipione Rebiba
- Cardinale Giulio Antonio Santori
- Cardinale Girolamo Bernerio, O.P.
- Arcivescovo Galeazzo Sanvitale
- Cardinale Ludovico Ludovisi
- Cardinale Luigi Caetani
- Cardinale Ulderico Carpegna

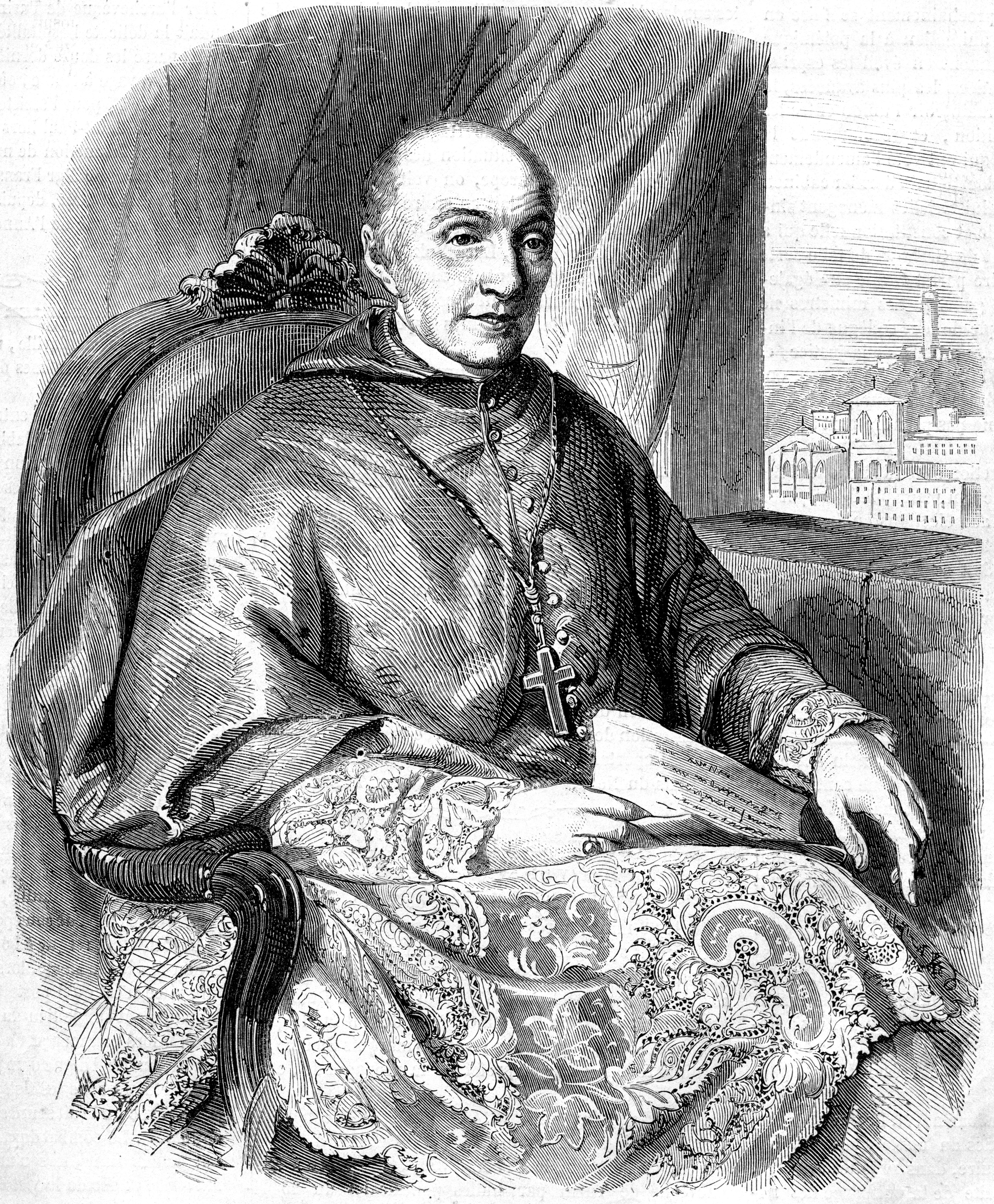
Luigi Fransoni in un'illustrazione del 1862

- Cardinale Paluzzo Paluzzi Altieri degli Albertoni
- Papa Benedetto XIII
- Papa Benedetto XIV
- Papa Clemente XIII
- Cardinale Bernardino Giraud
- Cardinale Alessandro Mattei
- Cardinale Pietro Francesco Galleffi
- Arcivescovo Luigi Fransoni

La successione apostolica è:
- Vescovo Pietro Antonio Ciro (1832)
- Vescovo Giovanni Giuseppe Antonio Cavalleri, O.F.M.Cap. (1832)
- Arcivescovo Giovanni Antonio Gianotti (1833)
- Vescovo Costanzo Michele Fea (1836)

## Stemma
| Immagine | Blasonatura |
| -------- | --- |
| \| \|    | Luigi Fransoni Arcivescovo di Torino Trinciato, cuneato di rosso e d'argento alla banda in divisa d'oro sulla partizione. |
|          | |